# Franz Karl Ginzkey
Franz Karl Ginzkey (Pula, Hrvatska), 8. rujna 1871. - Beč, Austrija, 11. travnja 1963.) bio je austrijski pisac.

## Književna djela (izbor)
- Hatschi Bratschis Luftballon, 1904.
- Der von der Vogelweide, 1912.
- Der Wiesenzaun. Erzählung, 1913.
- Aus der Werkstatt des Lyrikers. Vortrag, 1913.
- Den Herren Feinden! Ein Trutz- und Mahnlied, 1914.
- Die Front in Tirol, 1916.
- Der Gaukler von Bologna, roman, 1916.
- Befreite Stunde. Neue Gedichte, 1917.
- Der Doppelspiegel. Betrachtungen und Erzählungen, 1920.
- Rositta, 1921.
- Der Prinz von Capestrano, 1921.
- Von wunderlichen Wegen. 7 Erzählungen, 1922.
- Brigitte und Regine, novela, 1923.
- Die Reise nach Komakuku. Geschichten aus seltsamer Jugend, 1923.
- Der Weg zu Oswalda. Erählung, 1924.
- Der seltsame Soldat, 1925.
- Der Kater Ypsilon. Novellen, 1926.
- Der Gott und die Schauspielerin, 1928.
- Florians wundersame Reise über die Tapete, 1931.
- Drei Frauen. Rosita - Agnete - Oswalda, 1931.
- Gespenster auf Hirschberg. Aus der hinterlassenen Handschrift des Majors von Baltram, 1931.
- Das verlorene Herz. Ein Märchenspiel, 1931.
- Magie des Schicksals. Novelle, 1932.
- Das Antlitz Salzburgs, 1933.
- Prinz Tunora, roman, 1934.
- Salzburg und das Salzkammergut, 1934.
- Salzburg, sein Volk und seine Trachten, 1934.
- Liselotte und ihr Ritter oder Warum nicht Romantik?, roman, 1936.
- Sternengast. Neue Gedichte, 1937.
- Der selige Brunnen. Eine Raphael Donner-Novelle, 1940.
- Meistererzählungen, 1940.
- Erschaffung der Eva. Ein epischer Gesang, 1941.
- Zeit und Menschen meiner Jugend, 1942.
- Taniwani. Ein fröhliches Fischbuch, 1947.
- Der Heimatsucher. Ein Leben und eine Sehnsucht, 1948.
- Genius Mozart, 1949.
- Die Geschichte einer stillen Frau, roman, 1951.
- Der Träumerhansl, 1952.
- Altwiener Balladen, 1955.
- Der Tanz auf einem Bein. Ein Seitensprung ins Wunderliche, 1956.
- Franz Karl Ginzkey. Ausgewählte Werke in vier Bänden, 1960.

## Vanjske poveznice
- (njem.) Franz Karl Ginzkey u katalogu Njemačke nacionalne knjižnice
- (njem.) Kratki životopis
- (njem.) Franz Karl Ginzkey  Arhivirana inačica izvorne stranice od 24. lipnja 2015. (Wayback Machine) In: Projekt Historischer Roman. Datenbank. Universität Innsbruck.
- (njem.) Nachlass von Franz Karl Ginzkey in der Wiener Stadt- und Landesbibliothek
- (njem.) Franz-Karl-Ginzkey-Denkmal in Seewalchen am Attersee  Arhivirana inačica izvorne stranice od 14. svibnja 2008. (Wayback Machine)